# Wings (együttes)
A Wings (Szárnyak) Paul McCartney saját rockegyüttese. Angol és amerikai származású tagokból állt. 1971-ben alakultak meg. Tagok: Paul McCartney, Linda McCartney, Denny Seiwell, Denny Laine, Henry McCullough, Jimmy McCullough, Geoff Britton, Joe English, Steve Holley és Laurence Juber. 1981-ben feloszlottak. A harmadik nagylemezük bekerült az 1001 lemez, amit hallanod kell, mielőtt meghalsz című könyvbe. Különlegesség, hogy maga Paul McCartney ismerte el, hogy az együttes "szörnyű volt". Az együttes amúgy is a gúnyolódás célpontja volt. Az Ultimate Classic Rock azonban a "hetvenes évek leginkább meg nem értett együttesének" nevezte őket.

## Diszkográfia

### Stúdióalbumok
- Wild Life (1971)
- Red Rose Speedway (1973)
- Band on the Run (1973)
- Venus and Mars (1975)
- Wings at the Speed of Sound (1976)
- London Town (1978)
- Back to the Egg (1979)

## A szépirodalomban
Bertha Bulcsu A kenguru című regényében a történet legelején a főszereplő, Varjú István vezetés közben a Wild Life lemez első számát, a Mumbót hallgatja.